# Xã Kilfoil, Quận Custer, Nebraska
Xã Kilfoil (tiếng Anh: Kilfoil Township) là một xã thuộc quận Custer, tiểu bang Nebraska, Hoa Kỳ. Năm 2010, dân số của xã này là 621 người.